# The Five O'Clock Girl (film)
Pour plus de détails, voir Fiche technique et Distribution.
The Five O'Clock Girl est un film américain réalisé par Robert Z. Leonard, tourné en 1928.
Il s'agit de l'adaptation de la comédie musicale américaine The Five O'Clock Girl produite à Broadway, avec un livret de Guy Bolton et Fred Thompson, sur une musique de Harry Ruby, dont la  première représentation a eu lieu au 44th Street Theatre à New York le 10 octobre 1927.
Le film — avec les interprètes de la comédie musicale, Marion Davies et Joel McCrea, dans les rôles principaux — n'est jamais sorti en salles, parce que le producteur William Randolph Hearst avait décidé qu'il n'était pas satisfait du résultat.

## Fiche technique
- Titre original : The Five O'Clock Girl
- Réalisation : Robert Z. Leonard
- Scénario : Guy Bolton, Fred Thompson
- Photographie :
- Montage :
- Musique : Harry Ruby
- Producteur : William Randolph Hearst
- Sociétés de production : Cosmopolitan Productions pour Metro-Goldwyn-Mayer
- Société de distribution : Metro-Goldwyn-Mayer
- Pays d'origine :  États-Unis
- Langue originale : anglais américain
- Format : Noir et blanc  — 35 mm — 1,33:1 — Film muet avec des séquences sonores
- Genre : Film musical
- Durée : 80 minutes (1 h 20)
- Date de production : 
  - États-Unis : 1928

## Distribution
- Marion Davies : Patricia Brown
- Charles King : Gerald Brooks
- George K. Arthur
- William Austin
- Joel McCrea : Oswald
- Polly Moran
- Aileen Pringle